# Max Jacob
Max Jacob, född 12 juli 1876 i Quimper, död 5 mars 1944 i Drancy, var en fransk författare.

## Biografi
Max Jacob bosatte sig 1894 i Paris. Där ägnade han sig åt att måla och skriva berättelser för barn. 1909 konverterade han till katolicismen. Samma år debuterade han med självbiografin Saint Matorel som hans vän Picasso illustrerade. Max Jacob skrev ibland under pseudonymen Morven le Gaélique. Han avled i koncentrationslägret Drancy.